# قورباغه جمع‌شو
قورباغه جمع‌شو (نام علمی: Pseudis paradoxa) نام یک گونه از تیره قورباغه‌های درختی حقیقی است.